# رئيس مالطا
رئيس مالطا هو رئيس الدولة الدستورية مالطة. ويعين الرئيس بقرار من مجلس النواب في مالطا لمدة خمس سنوات، حلف اليمين على «صون وحماية والدفاع عن» الدستور. رئيس مالطا أيضا يتواجد مباشرة أو غير مباشرة في كل ثلاثة فروع الدولة. أنهم جزء من البرلمان والمسؤولة عن تعيين القضاة. السلطة التنفيذية مناطة أبعاده في الرئيس، ولكن في الممارسة التي يمارسها رئيس الوزراء.

## مؤسسة من مكتب
مكتب رئيس مالطا، وجاء إلى حيز الوجود يوم 13 ديسمبر عام 1974، عندما أصبحت مالطة جمهورية ضمن كومنولث الأمم. توقفت الملكة اليزابيث الثانية ليكون رئيسا للدولة، ملكة مالطا، وأصبح الحاكم العام الماضي، السير أنتوني مامو، أول رئيس مالطا.

## المؤهلات
لا يجوز لأي شخص مؤهل ليعين الرئيس في حالة:
- هم ليسوا من مواطني مالطة؛
- لديهم أو قد شغلت منصب رئيس المحكمة العليا القاضي أو غيرها من المحاكم العليا؛
- فهي ليست مؤهلة للتعيين أو للعمل في أي وظيفة عامة وفقا للمادتين 109 و 118 و 120 من الدستور.

## تولي مكتب
قبل توليه منصبه المرشح يجب أن تأخذ اليمين الدستورية أمام مجلس النواب مالطة.
اليمين على ما يلي: أنا، (اسم المرشح)، رسميا أقسم / التأكيد بأنني سأقوم بإخلاص بمهام منصب رئيس (أداء مهام رئيس الجمهورية) من مالطا، وسوف، لأفضل من قدرتي صون وحماية والدفاع عن دستور مالطا. (حتى يساعدني الله).

## الشواغر المؤقتة
كلما منصب الرئيس مؤقتا الشاغرة؛ إلى أن يتم تعيين رئيس جديد؛ وكلما صاحب مكتب غائب من مالطا، في إجازة، أو لأي سبب غير قادر على أداء المهام المخولة لهم بموجب الدستور، يتم تنفيذ تلك المهام من قبل فرد يعينه رئيس الوزراء، وبعد التشاور مع زعيم المعارضة، أو من قبل رئيس المحكمة العليا.

## دور الرئيس
بين صلاحيات الرئيس:
- الرئيس يصدر القوانين.
- الرئيس قد حل برلمان مالطا بناء على طلب من رئيس وزراء مالطا أو بعد مرور عريضة عدم الثقة في الحكومة.
- أسماء الرئيس رئيس الوزراء مع رئيس صنع القرار له أو لها على أساس الوضع داخل البرلمان المالطي.
- أسماء الرئيس معظم أعضاء الهيئات الدستورية (مع موافقة من رئيس وزراء مالطا).
- يستقبل الرئيس السفراء الأجانب.
- الرئيس قد منح العفو (ولكن لا عفو) إلى المجرمين المدانين؛ يمكن للرئيس أيضا تقليل أو قمع الأحكام الجنائية، بناء على توصية من مجلس الوزراء أو وزير تفويض من قبل مجلس الوزراء مع مثل هذه المسؤولية.
- الرئيس هو بحكم منصبه رئيس جنة لإدارة العدل مالطا.
- الرئيس هو بحكم منصبه رئيس بمرتبة الشرف المالطية.
- الرئيس هو بحكم منصبه رئيس مالطا صندوق الصدر الجماعة، وهي مؤسسة خيرية غير حكومية تهدف إلى مساعدة المؤسسات الخيرية والأفراد. الزوج الرئيس هو نائب الرئيس.
- يفوض الرئيس الاعتراف في مالطا من يكرم والجوائز والأوسمة. لا لقب النبالة والشرف، جائزة، والديكور، والعضوية أو المكتب يمكن أن تستخدم في مالطا ما لم يصرح بذلك من قبل رئيس الجمهورية. وتنشر أسماء أولئك الأشخاص المخولين بذلك في الجريدة الرسمية.

هو مفصل دور الرئيس في منشور (في اللغة المالطية) يسمى ايل Manwal التل رئيس القطران Repubblika الذي كتبه الرئيس السابق أوغو ميفسود بونيسي.

## مساكن الرسمية
المكتب الرسمي للرئيس هو قصر غراند ماستر في فاليتا. وتشمل المساكن الرئاسية الأخرى:
- سان انطون بالاس في أتارد - المقر الرسمي.
- Verdala قصر الحادي Buskett - المقر الصيفي.

## العلم الرئيس
يستخدم رئيس مالطا العلم الوطني وفقا لمعايير للرئاسة قبل 12 ديسمبر 1998، عندما أنشأت إعلانا العلم الرئاسي مالطة. يرفع العلم على المساكن والمكاتب الرسمية الرئيس وعلى جميع المناسبات التي كانت موجودة.

## إنهاء التعيين
يقوم مكتب الرئيس أصبح شاغرا:
- في انقضاء خمس سنوات من تاريخ التعيين لهذا المنصب؛
- إذا تمت إزالة حامل المكتب من منصبه بقرار من برلمان مالطا على أرض الواقع من عدم القدرة على أداء مهام مناصبهم (سواء كانت ناشئة عن العجز من الجسم أو العقل أو لأي سبب آخر) أو سوء السلوك.

## وصلات خارجية
- Official Website
- Maltese Honours System